# Georg von Morlok

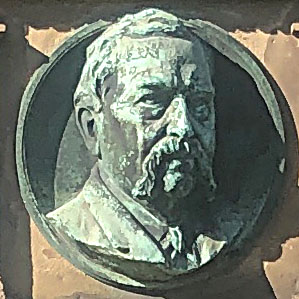
Bronzerelief von Georg von Morlok von seinem Grab auf dem Pragfriedhof in Stuttgart

Georg Morlok, ab 1869 von Morlok, (* 20. Januar 1815 in Dätzingen; † 17. April 1896 in Stuttgart) war ein deutscher Architekt und Eisenbahningenieur, der als württembergischer Baubeamter wirkte.
Morlok baute viele Bahnstrecken und Bahnhöfe in Württemberg. Er errichtete Fabrikgebäude und Arbeiterwohnhäuser in Aalen, Geislingen und Kuchen, erbaute die Arbeitersiedlung Postdörfle und die Alte Markthalle in Stuttgart und einige katholische Kirchen in Württemberg.

## Leben
Georg Morlok wurde am 20. Januar 1815 in Dätzingen bei Sindelfingen geboren. Sein Vater war Baumeister und starb vor 1844, seine Mutter Louise lebte ab 1844 bis zu ihrem Tod 1857 bei ihrem Sohn Georg in Stuttgart in der Sophienstraße 32.

### Ausbildung
Morlok besuchte in Stuttgart die Königliche Real- und Gewerbeschule, anschließend studierte er Architektur an der Baugewerbeschule. Seine weitere Ausbildung erhielt er bei Gottlieb von Etzel und Adam Friedrich Groß. Im Selbststudium erwarb er sich Kenntnisse im Ingenieurwesen und im Eisenbahnbau. Am 26. November 1843 legte er das Staatsexamen im Fach Hochbauwesen ab, zusammen mit Christian Friedrich von Leins. Morlok ergänzte in der Folge seine Ausbildung durch Studienreisen nach England, Frankreich und Italien.

### Berufsleben
1845 wurde Morlok für den Eisenbahnbau in den württembergischen Staatsdienst eingestellt. Er wirkte zuerst als Sektionsvorstand beim Bau der Zentralbahn in Plochingen, dann als Bauinspektor in den Hochbauämtern Göppingen und Geislingen unter Michael Knoll, dem Erbauer der Geislinger Steige. Nach Abschluss der ersten Phase des württembergischen Eisenbahnbaus entstand zunächst eine Flaute im Eisenbahnbau. Morlok wandte sich daher 1852 nach Geislingen-Altenstadt, wo er eine Baumwollspinnerei erbaute,  und 1854 nach Wasseralfingen, wo er Erweiterungsbauten für die Schwäbischen Hüttenwerke errichtete.
1858 wurde er zum Baurat ernannt mit einem Jahresgehalt von 1500 Gulden. Als Baurat wurde er automatisch Mitglied der Eisenbahnkommission. Er plante und leitete nun zahlreiche Eisenbahnprojekte. 1868 wurde er zum Oberbaurat befördert. Auf Grund seiner Verdienste wurde er 1869 mit dem Ritterkreuz I. Klasse des Ordens der Württembergischen Krone ausgezeichnet, womit die Erhebung in den persönlichen Adelsstand verbunden war. Von 1882 bis 1886 war er Mitglied der Generaldirektion der Staatseisenbahnen.
1872 trat Georg von Morlok nach einer Ersatzwahl für den ausgeschiedenen Karl Gottlieb Schüle für den Wahlbezirk Herrenberg in den württembergischen Landtag ein. Er übte das Mandat 10 Jahre lang bis 1882 aus.

### Familie
Nach Ablegung des Staatsexamens 1843 wohnte Morlok ab 1844 in Stuttgart in der Sophienstraße 32, ebenfalls seine verwitwete Mutter bis zu ihrem Tod 1857. Ab 1863 wohnte er in der Schillerstraße 23. 1872 erbaute er in der Uhlandstraße 3 ein 4-stöckiges eigenes Haus. Morloks Nachbarn in der Uhlandstraße waren der Schriftsteller Friedrich Wilhelm Hackländer (Uhlandstraße 1) und sein Studienfreund Christian Friedrich von Leins (Uhlandstraße 23).

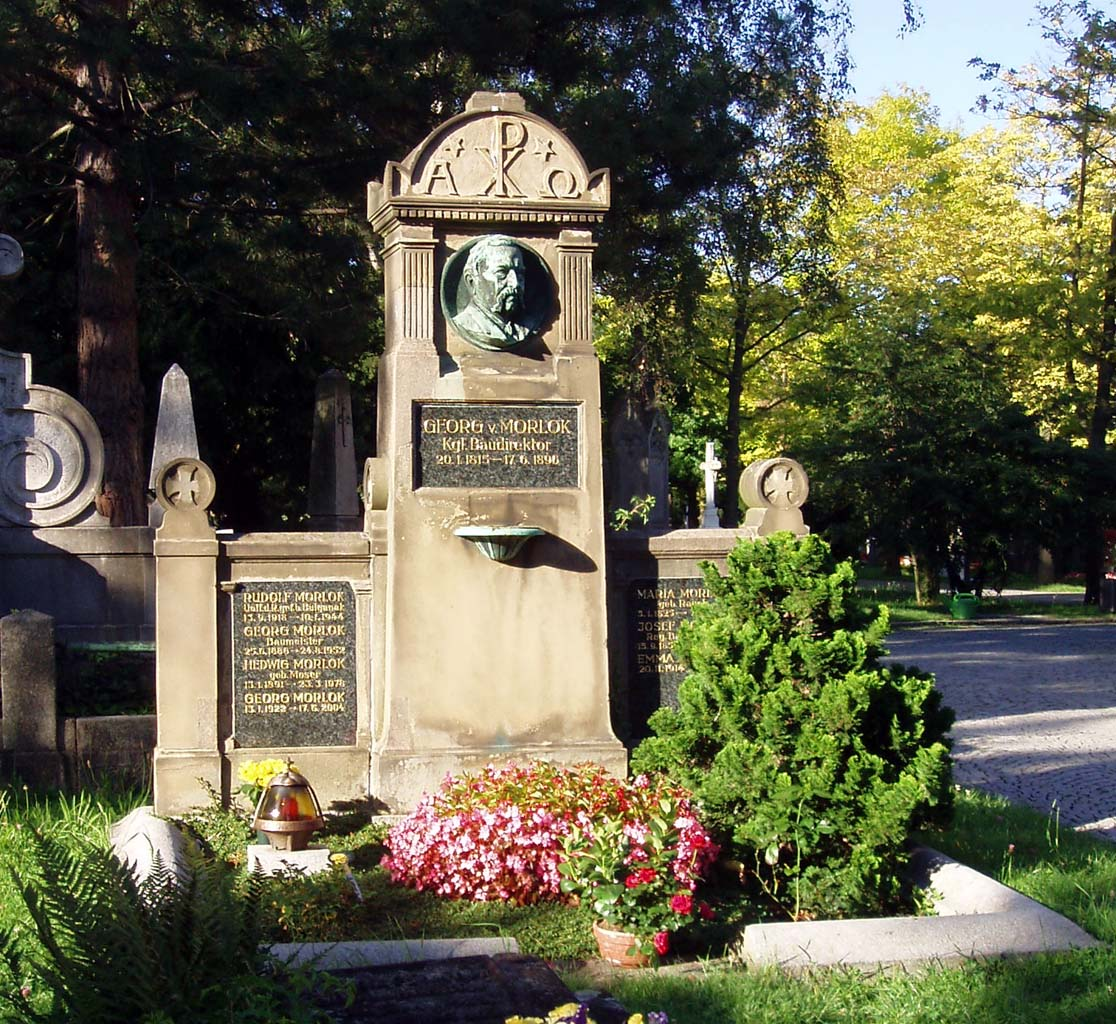
Grab der Familie Morlok auf dem Pragfriedhof Stuttgart.

Morlok heiratete vor 1850 die 10 Jahre jüngere Maria Rauch (1825–1896). Aus der Ehe gingen zwei Söhne hervor:
- Georg Morlok (erwähnt 1877–1903). Er war Baurat im lothringischen Thionville, das von 1871 bis 1918 zu Deutschland gehörte.
- Josef Morlok (1850–1902). Er war Regierungsbaumeister, lebte in Ulm, verzog nach dem Tod der Eltern 1899 in das elterliche Haus und starb ledig 1902. Er erbaute unter anderem die Kirchen Mariä Himmelfahrt in Talheim (1886/1887), St. Michael in Aßmannshardt (1888) und St. Maria in Heidenheim an der Brenz (1882).

### Lebensabend
1886 wurde Morlok im Alter von 71 Jahren mit dem Titel Baudirektor in den Ruhestand versetzt. 1890 verfasste er eine grundlegende Geschichte der Württembergischen Staatseisenbahnen. Er starb im Alter von 81 Jahren am 17. April 1896 in Stuttgart. Seine Frau starb ein halbes Jahr später im Alter von 71 Jahren am 7. September 1896. Das Ehepaar wurde im Familiengrab in Abteilung 4 auf dem Pragfriedhof in Stuttgart bestattet. Nach dem Tod der Eltern ging das Haus Uhlandstraße 3 in den Besitz der Söhne Georg und Josef Morlok über. Josef Morlok wurde nach seinem Tod 1902 ebenfalls in dem Familiengrab bestattet.

## Werk
Morlok widmete den größten Teil seines beruflichen Lebens dem Eisenbahnbau. Er machte sich einen Namen durch den Bau mehrerer Eisenbahnstrecken in Württemberg einschließlich vieler Empfangsgebäude und Bahnwärterhäuser, durch den Bau einer Zahnradbahn des Hüttenwerks Wasseralfingen, den Bau des alten Hauptbahnhofs in Stuttgart und den Umbau des Ulmer Bahnhofs. Daneben plante er Fabrikbauten, Wohngebäude und Kirchen.

### Eisenbahnbau
Morlok plante und leitete den Bau folgender Strecken:
| Zeit      | Strecken                                                               | Endpunkte                        |
| --------- | ---------------------------------------------------------------------- | -------------------------------- |
| 1858–1863 | Bahnstrecke Stuttgart-Bad Cannstatt–Nördlingen                         | Cannstatt–Nördlingen             |
| 1860–1876 | Brenzbahn                                                              | Aalen–Ulm                        |
| 1865–1869 | Obere Jagstbahn / Tauberbahn                                           | Goldshöfe–Crailsheim–Mergentheim |
| 1866–1869 | Untere Jagstbahn                                                       | Jagstfeld–Osterburken            |
| 1874–1879 | Bahnstrecke Stuttgart–Horb / Bahnstrecke Eutingen im Gäu–Schiltach     | Stuttgart–Freudenstadt           |
| 1876      | Zahnradbahn des Hüttenwerks Wasseralfingen, erste deutsche Zahnradbahn |                                  |

Trotz seiner gehobenen Position übernahm er den Entwurf vieler Empfangsgebäude entlang der von ihm erbauten Bahnstrecken, unter anderem in Schwäbisch Gmünd, Wasseralfingen, Herrenberg, Heidenheim an der Brenz und Bad Mergentheim.
Von 1863 bis 1867 erbaute er in Stuttgart zusammen mit Ludwig von Klein, Carl Julius Abel und Adolf Wolff den Alten Bahnhof (heute Kino Metropol in der Bolzstraße), der den 1846 von Karl Etzel erbauten Zentralbahnhof ersetzte. 1867 leitete Morlok den Umbau des Ulmer Bahnhofs.

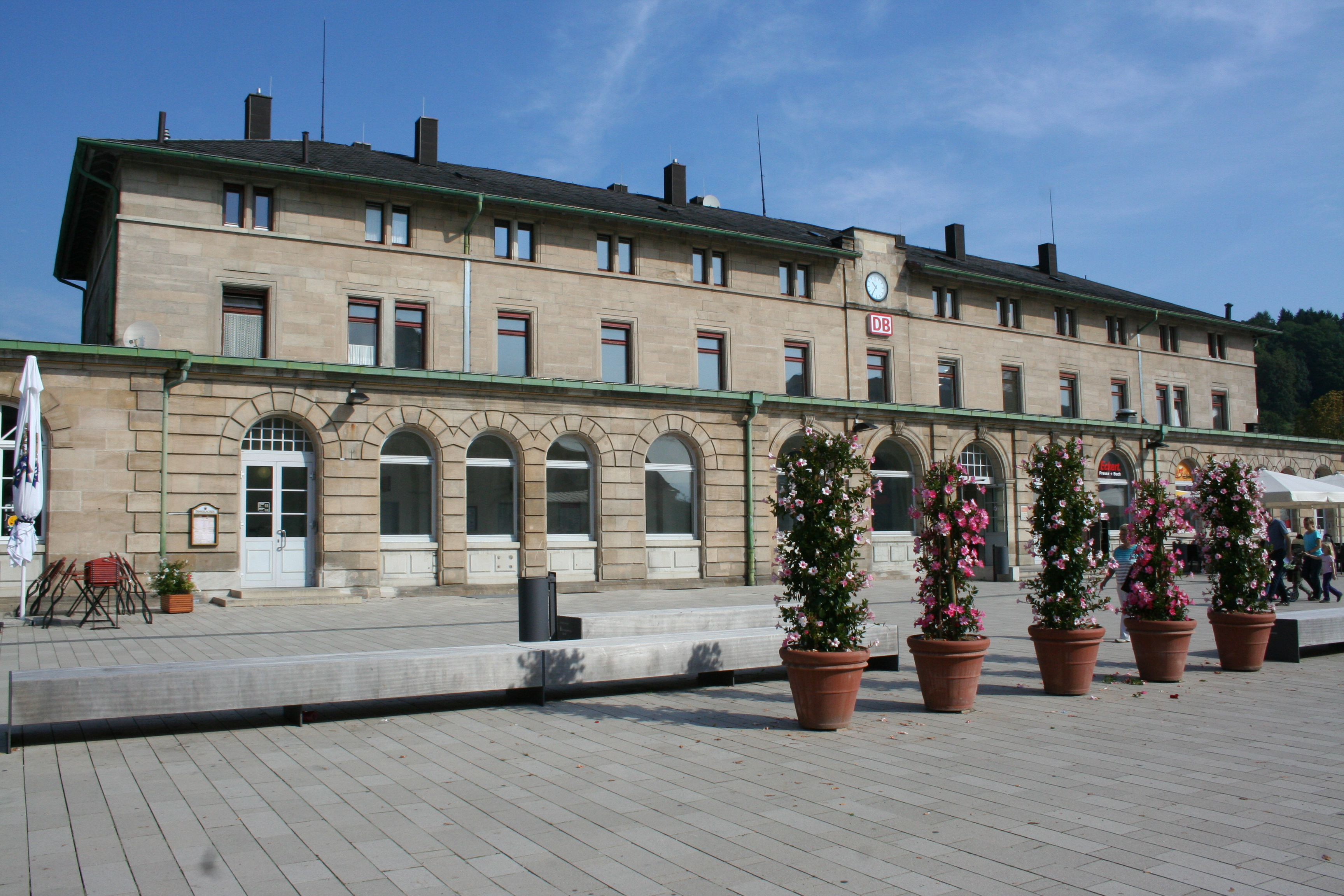
Bahnhofsgebäude Schwäbisch Gmünd, 2014.
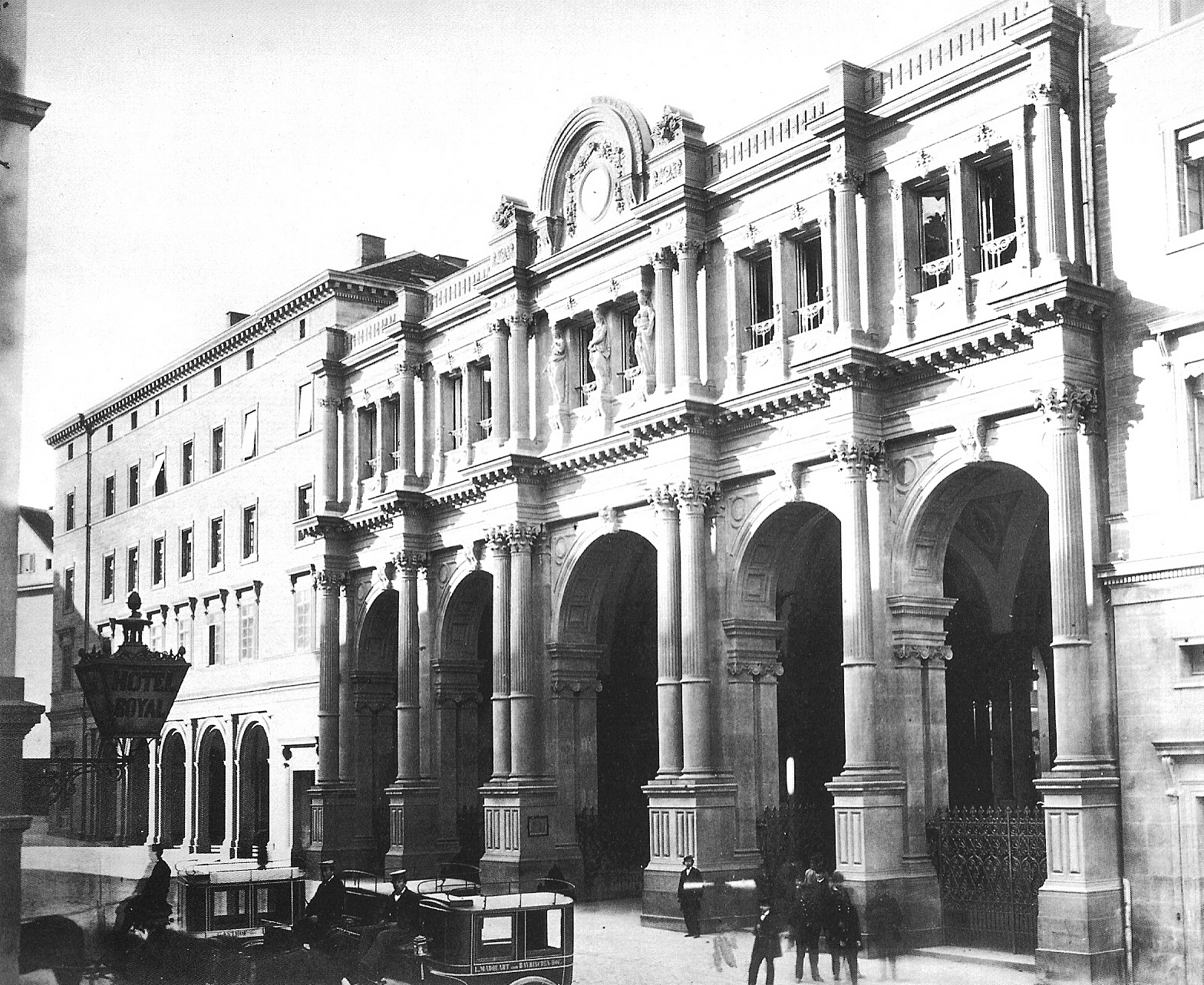
Alter Bahnhof Stuttgart, 1870.
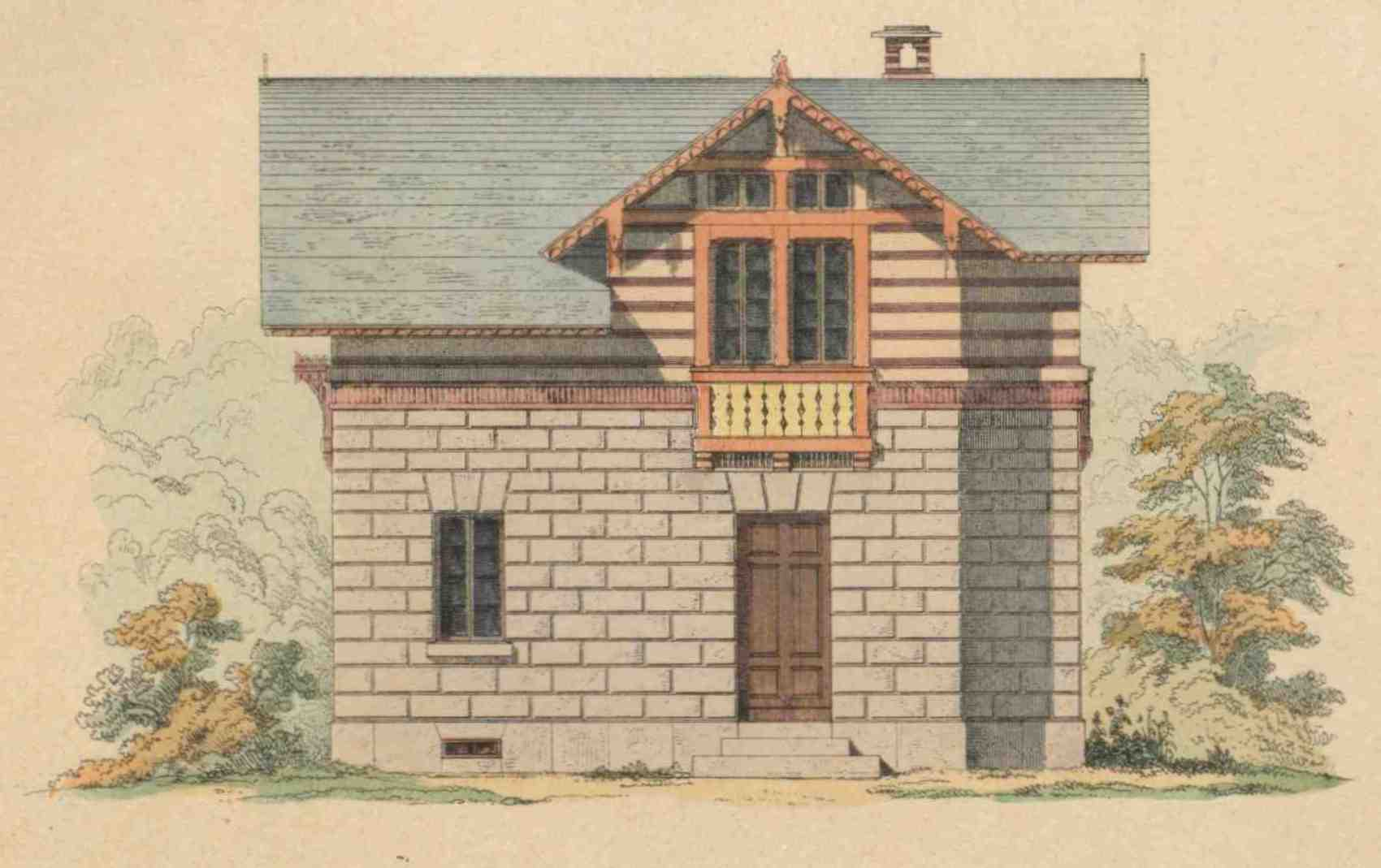
Abgegangenes Bahnwärterhaus an der Geislinger Steige, 1855.
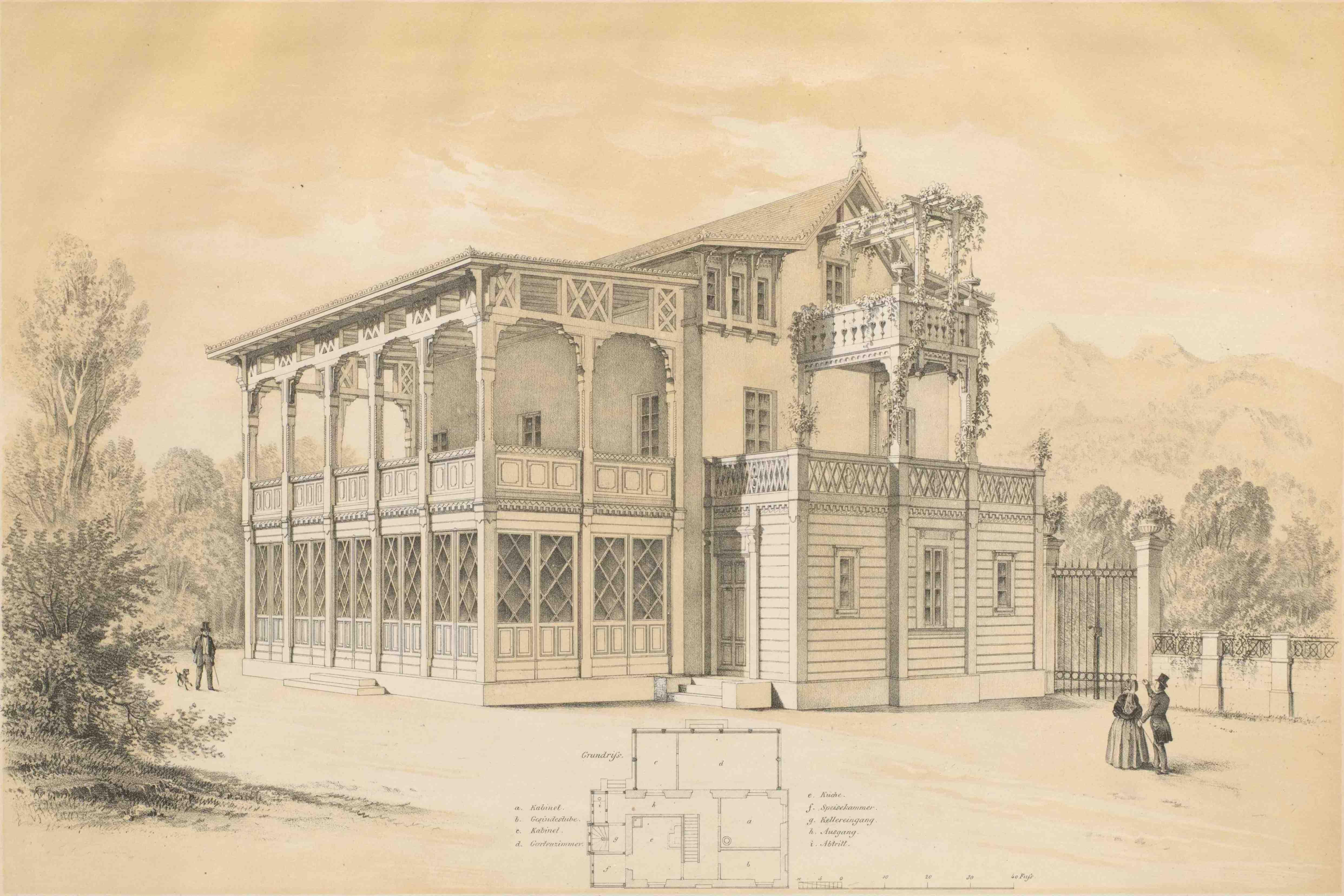
Entwurf für ein Landhaus in Schaffhausen, 1855.

### Zivilbauten
Neben dem Eisenbahnbau widmete Morlok sich auch dem Bau von Zivilbauten und Kirchen, die er meist im Stil des Historismus erbaute. Zu Morloks Zivilbauten gehören Fabrikgebäude, Wohnhäuser und eine Markthalle.
- 1852–1853: Fabrik, Arbeiterwohnhäuser und Herrenhaus für Johann Heinrich Staub und die Baumwollspinnerei in Geislingen-Altenstadt.
- 1854–1856: Neubauten zur Erweiterung der Königlich Württembergischen Hüttenwerke und Arbeiterwohnblocks („Laborantengebäude“) in Wasseralfingen.
- 1854–1855: ehemaliges Seybold'sches Herrenhaus, heute Rathaus von Nordheim, Umbau 1963/1964, siehe Kurt von Marval.
- 1857–1862: Fabrikgebäude und Arbeiterwohnhaus für die Baumwollspinnerei und -weberei in Kuchen.
- 1863–1864: Umbau eines zweistöckigen bisherigen Wohnhauses in ein Hospital des württembergischen Johanniterordens in Plochingen.
- 1864: Alte Markthalle in Stuttgart.
- 1864: ehemalige Heilanstalt St. Vinzenz, heute Teil der Schulanlage St. Loreto in Schwäbisch Gmünd.
- 1869–1871: Arbeitersiedlung Postdörfle in Stuttgart.
- 1871: Verlagsgebäude von Eduard Hallberger in Stuttgart, → Abbildung, 1944 zerstört, 1958 durch einen Neubau ersetzt.

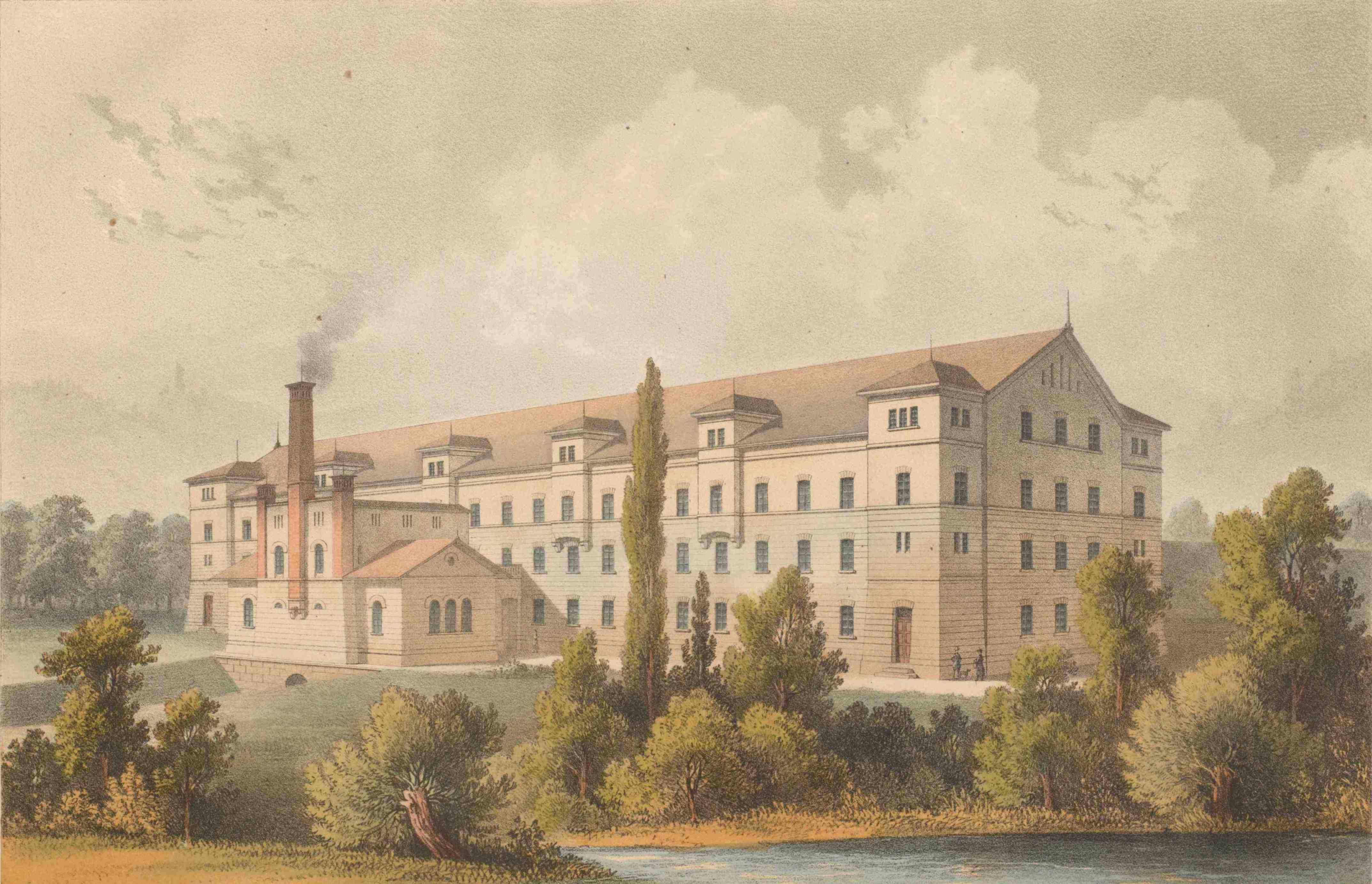
Baumwollspinnerei Altenstadt, 1855.
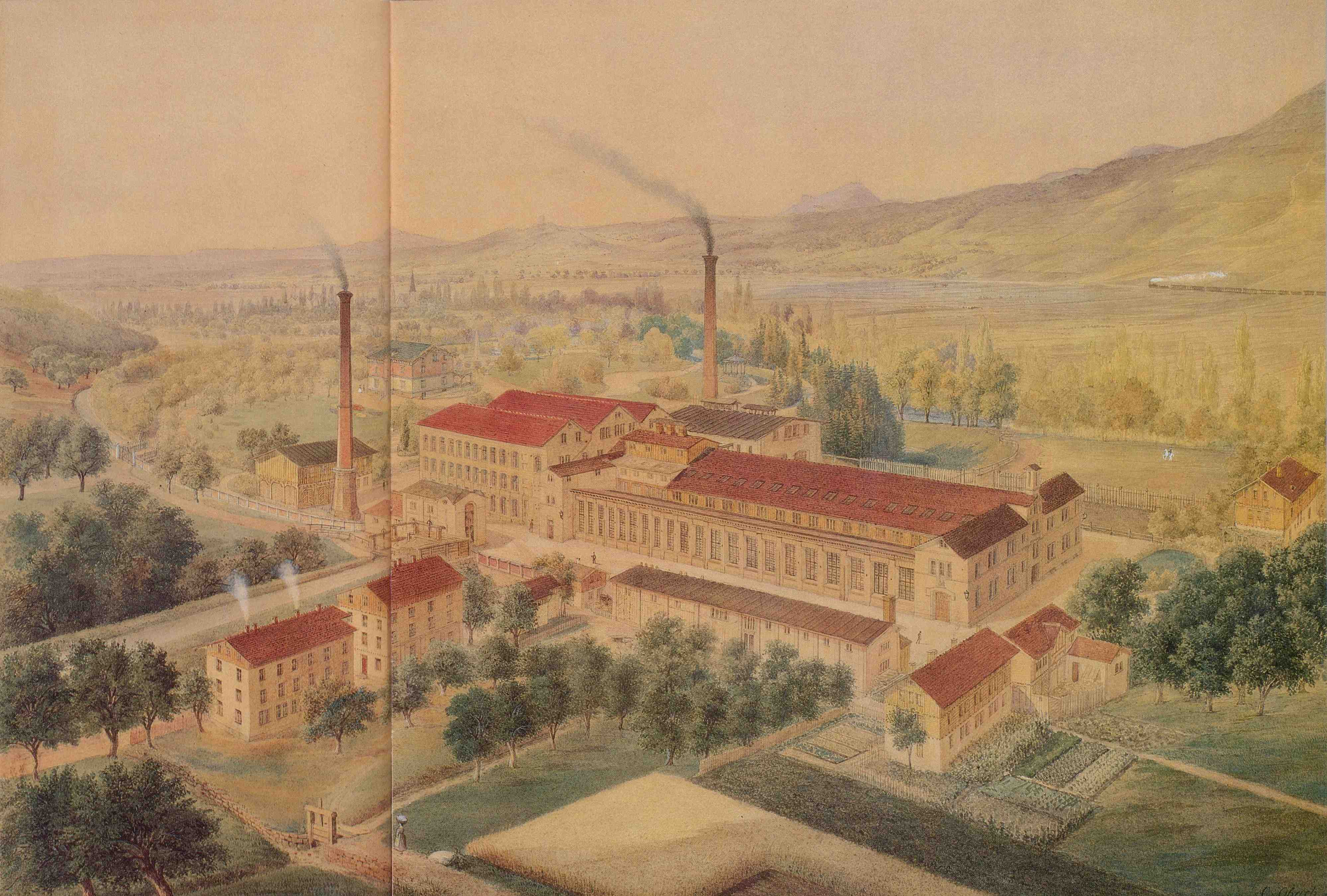
Baumwollspinnerei und Weberei Kuchen, 1862.
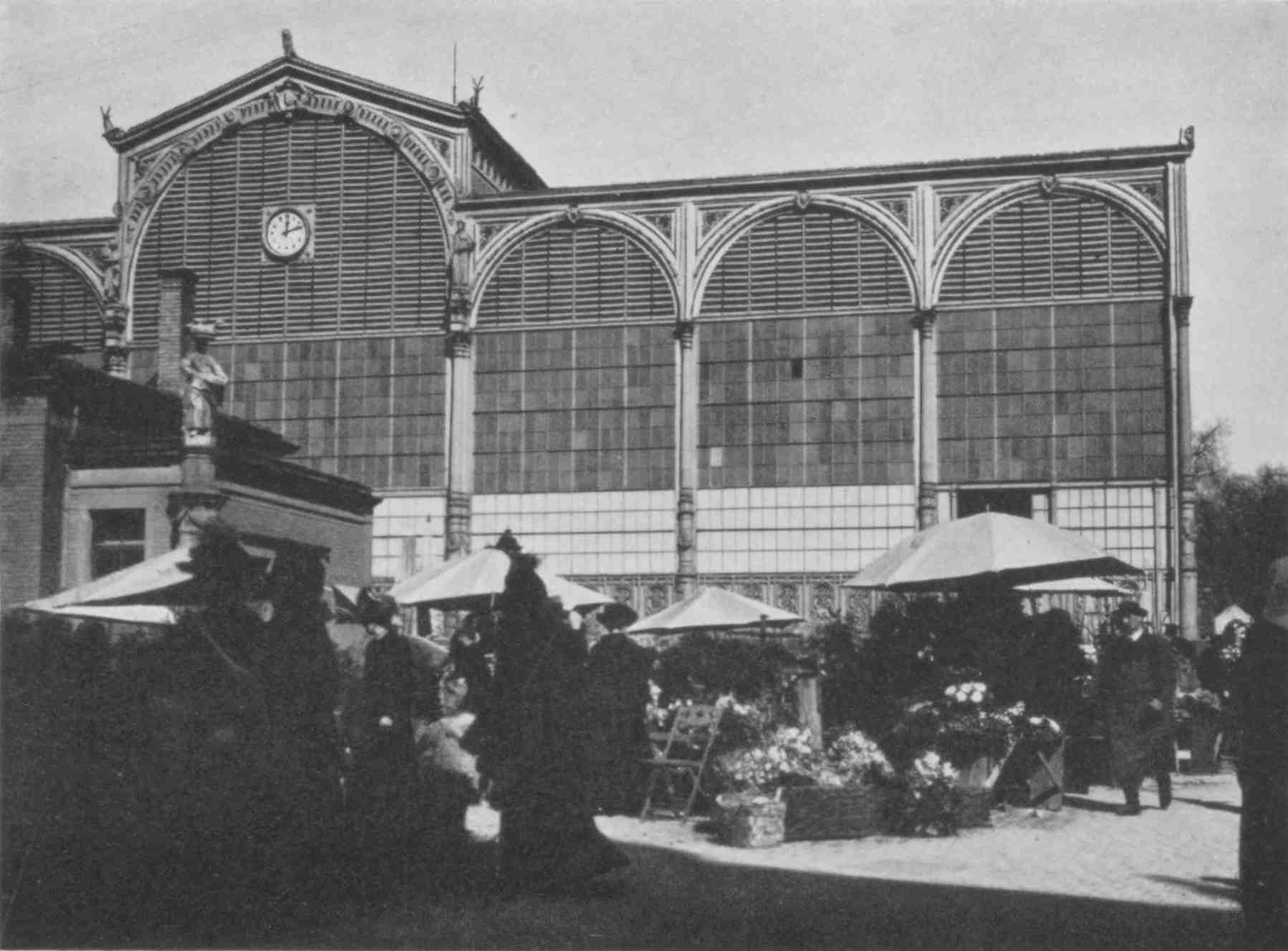
Alte Markthalle Stuttgart, 1912.
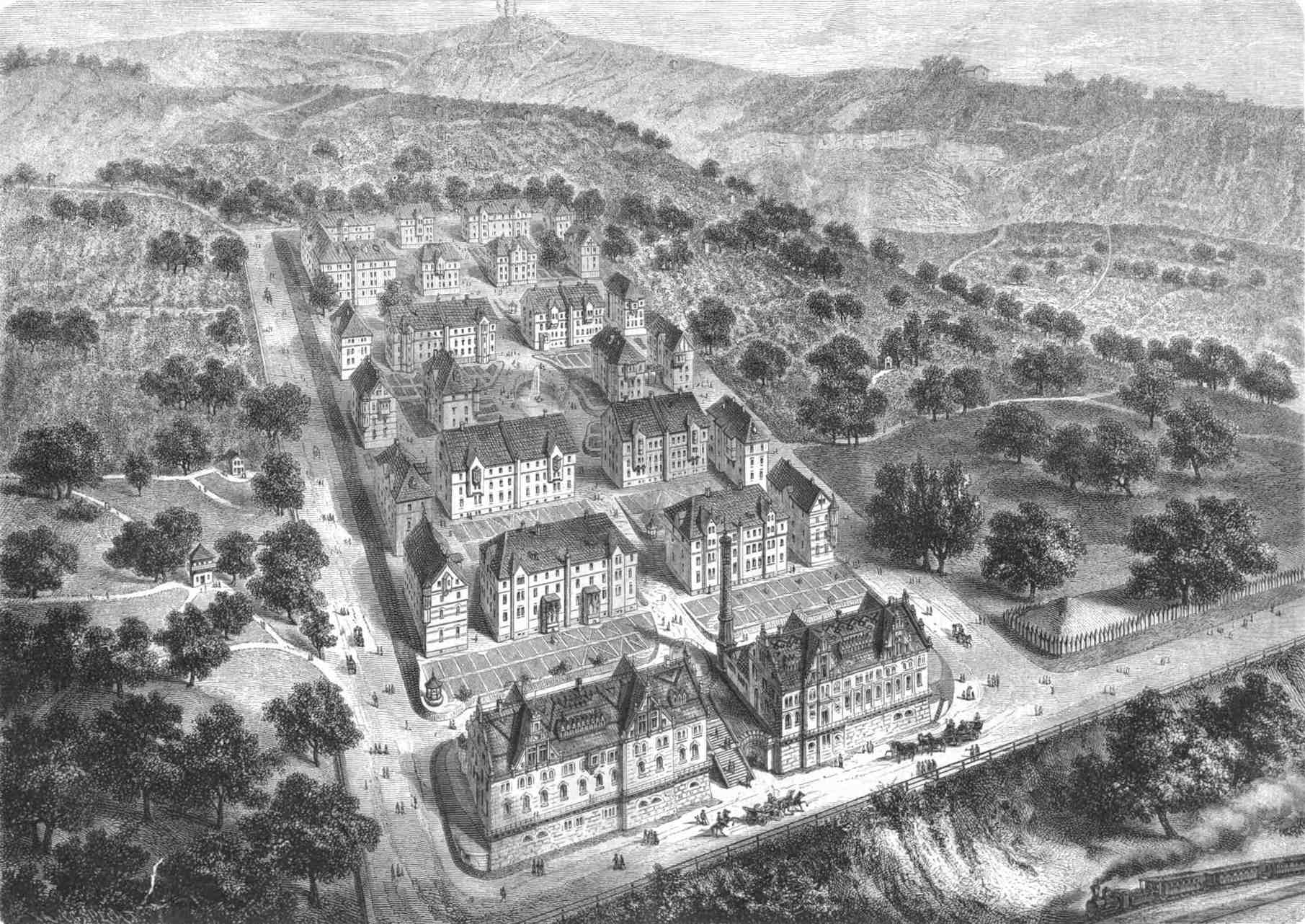
Postdörfle Stuttgart, 1872.

### Kirchen
Morlok erbaute auch einige katholische Kirchen, die er im Stil des Historismus gestaltete (Neugotik, Neurenaissance).
- 1868: St. Maria in Aalen, Abbruch 1969.
- 1868–1872: St. Gallus in Tuttlingen.
- 1869: St. Maria in Staig.
- 1869–1870: St. Petrus und Paulus in Lauchheim.
- 1870–1876: St. Bonifatius in Bad Wildbad.
- 1871–1872: St. Nikolauskirche in Dalkingen.[12]
- 1884: St. Laurentius in Bietigheim, Abbruch 1955.
- 1887: St. Michael in Aßmannshardt (Gemeinde Schemmerhofen)

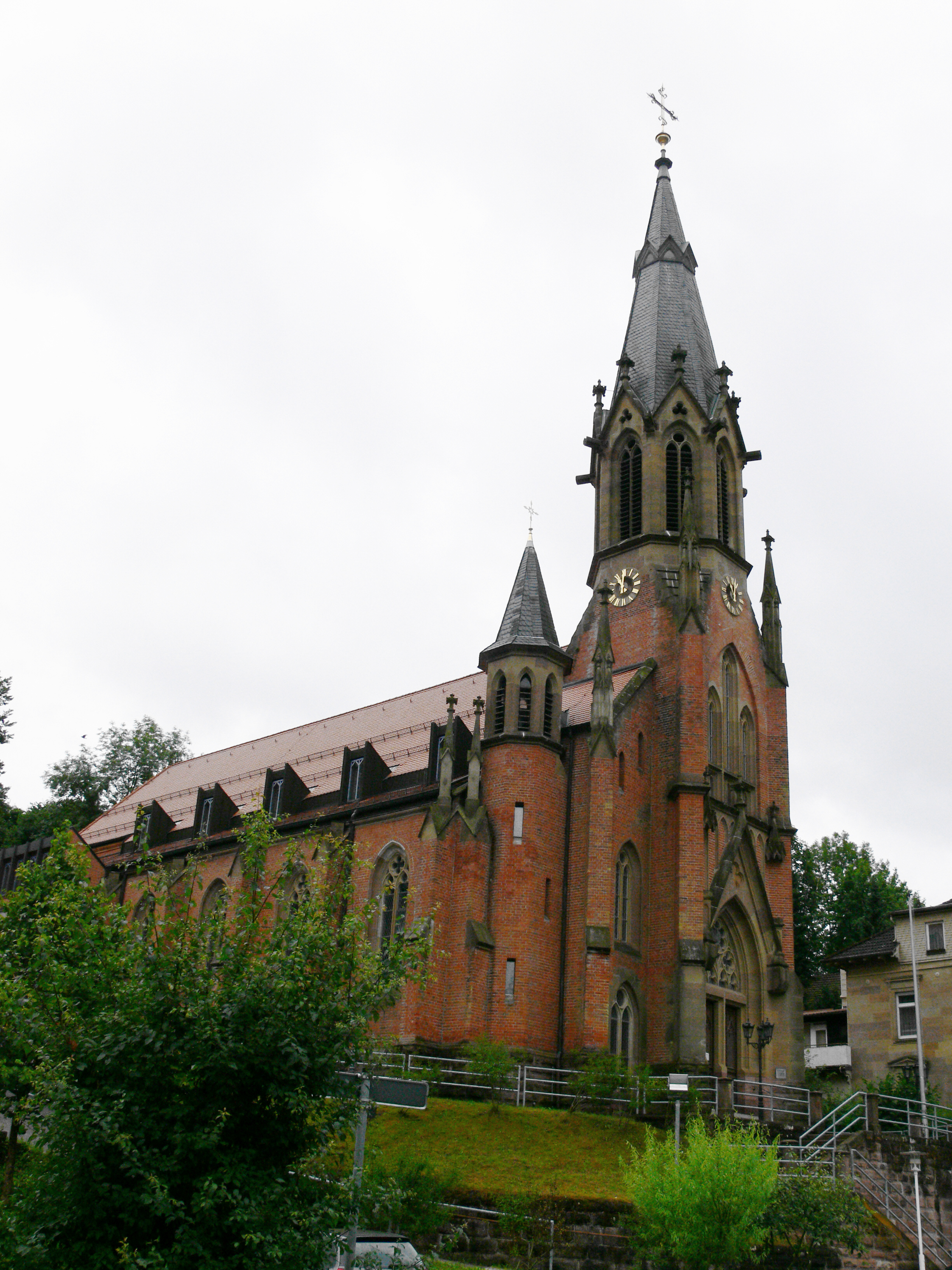
St. Bonifatius in Bad Wildbad
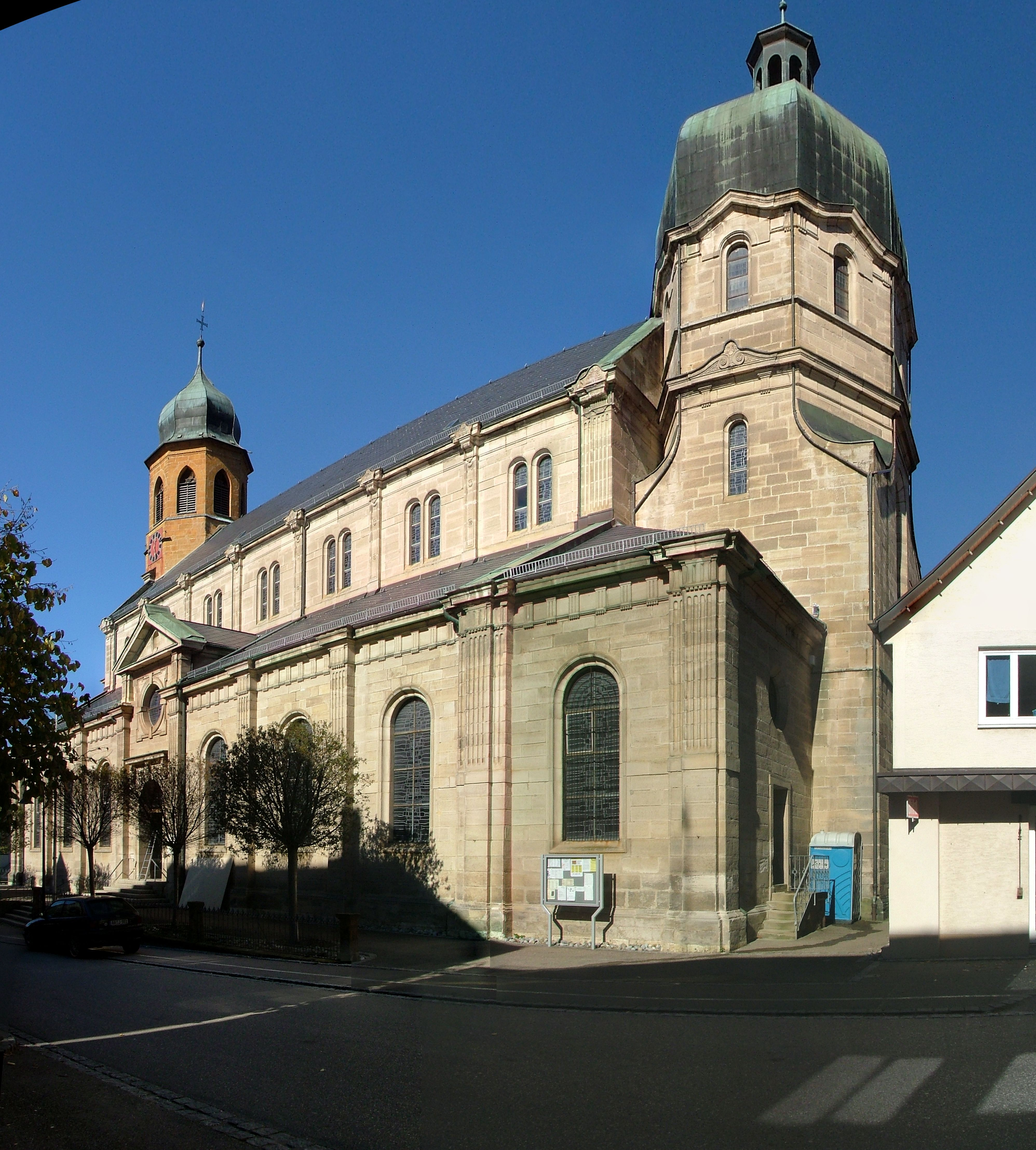
St. Petrus und Paulus in Lauchheim
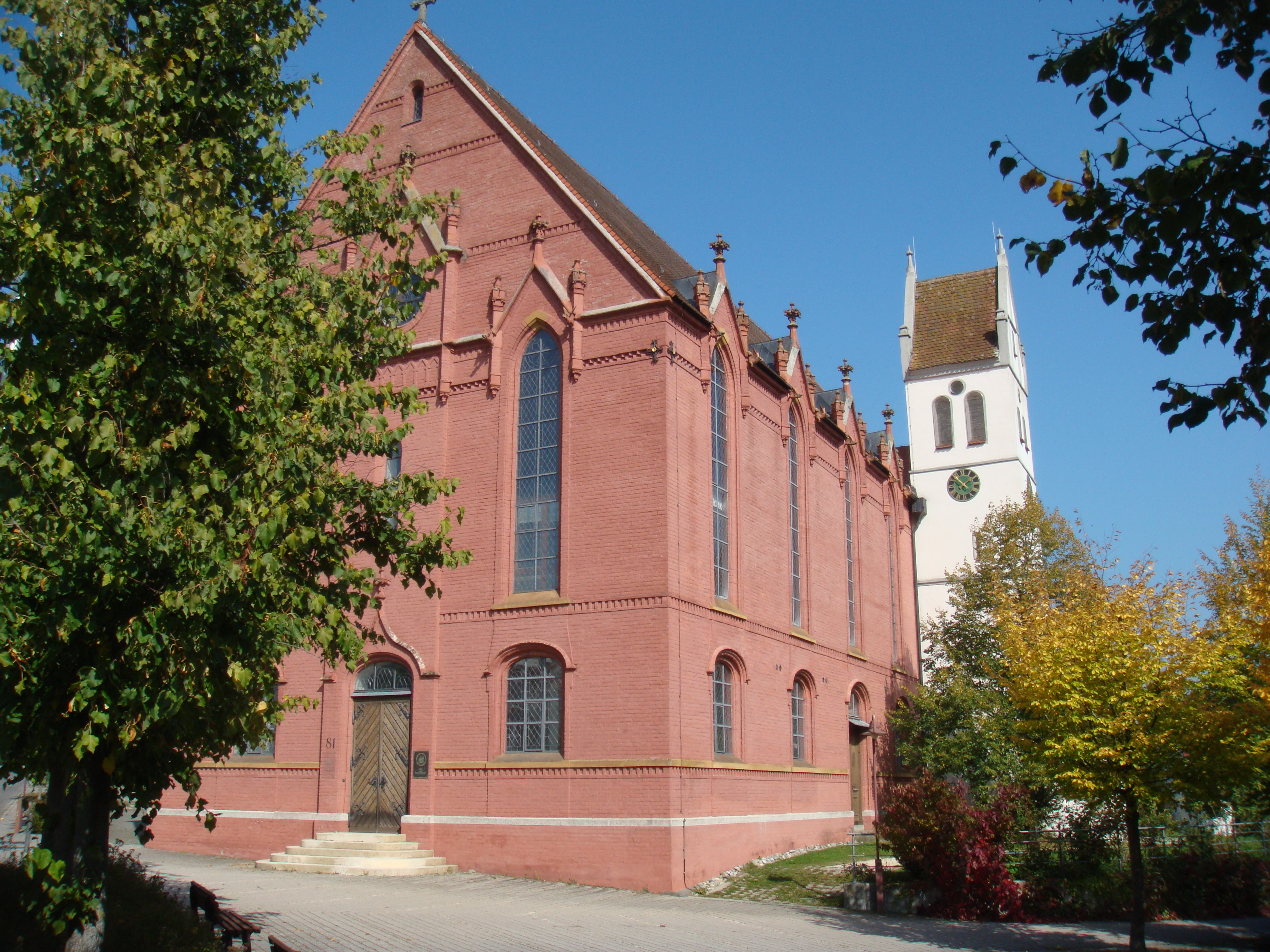
St. Maria in Staig
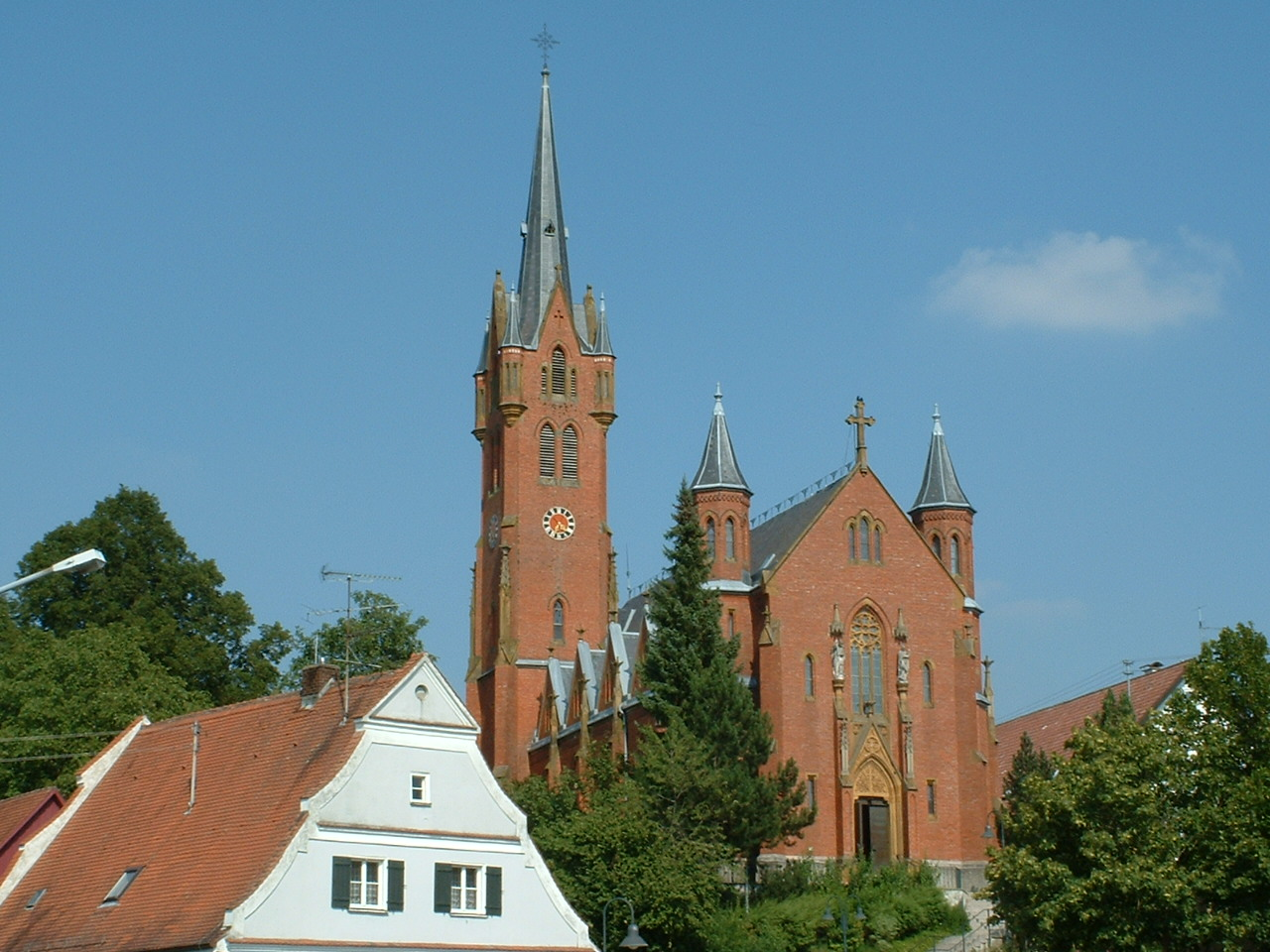
Aßmannshardt, Pfarrkirche St. Michael

## Ehrungen
- 1861: Ritterkreuz des Württembergischen Friedrichsordens.
- 1863: Verdienstorden der Bayerischen Krone.[13]
- 1869: Ritterkreuz I. Klasse des Ordens der Württembergischen Krone,[14] womit die Erhebung in den persönlichen Adelsstand verbunden war.
- 1871: Olga-Orden
- 1881: Kommenturkreuz II. Klasse des Friedrichsordens
- 1926: Benennung der Morlokstraße in Stuttgart-Bad Cannstatt.
- Benennung der Georg-Morlok-Straße in Aalen-Wasseralfingen.

## Schriften
Morlok war nicht nur ein brillanter Architekt und Ingenieur, sondern auch ein fähiger Fachschriftsteller. 1855 veröffentlichte er ein Tafelwerk über von ihm erbaute „ländliche Bauten“. 1870 verfasste er für das Verkehrsministerium eine umfangreiche Studie über die „Heizung durch Zimmeröfen“. In Monographien behandelte er den Bau des Alten Bahnhofs in Stuttgart (1867) und den Bau der Zahnradbahn in Wasseralfingen (1877). Im Ruhestand gab er 1890 ein Standardwerk über die Entwicklung der Württembergischen Staatseisenbahnen heraus, um das zeitgenössische Wissen vor dem Vergessen zu bewahren.
- Sammlung ausgeführter ländlicher Bauten.  Entworfen und herausgegeben von Georg Morlok, Königlich Württembergischen Eisenbahn-Bau-Inspector. Esslingen : Weychardt, 1855, Digitalisat.
- Der neue Personenbahnhof in Stuttgart. Mitgeteilt von Oberbaurath Morlok. In: Allgemeine Bauzeitung, Jahrgang 32, 1867, S. 351–372, Plan 51–57, anno.onb.ac.at.
- Die Heizung durch Zimmeröfen : von zweckmässig angelegten Oefen und deren Einrichtung. Bericht erstattet im Auftrag des Königl. Württ. Ministeriums für die Verkehrsanstalten von G. Morlok, Oberbaurath. Stuttgart : Metzler, 1870.
- Die Zahnradbahn bei Wasseralfingen. Vortrag des Oberbauraths Morlok, gehalten am 25. November 1876 im Verein für Baukunde in Stuttgart. Stuttgart : Kohlhammer, 1877. Nachdruck unter dem Titel: Die Wasseralfinger Zahnradbahn. Eine Pionierleistung in Deutschland. Schweinfurt : Bleiweis, 1995, ISBN 3-928786-41-5.
- Referat des Herrn Oberbaurath von Morlok über die Grubenbahnen bei Wasseralfingen. Vorgetragen im Verein für Baukunde in Stuttgart. Stuttgart, 1877.
- Die Königlich Württembergischen Staatseisenbahnen : Rückschau auf deren Erbauung während der Jahre 1835–1889 unter Berücksichtigung ihrer geschichtlichen, technischen und finanziellen Momente und Ergebnisse. Dargestellt von G. von Morlok, Oberbaurat und Baudirektor. Stuttgart : Deutsche Verlags-Anstalt, 1890. Nachdruck: Heidenheim : Siedentop, 1986, ISBN 3-924305-01-3, Digitalisat.